# Ravanusa
Ravanusa település Olaszországban, Szicília régióban, Agrigento megyében. Lakosainak száma 10 349 fő (2023. január 1.). Ravanusa Canicattì, Campobello di Licata, Licata, Naro, Riesi, Sommatino, Mazzarino és Butera községekkel határos.

## Népesség
A település lakossága az elmúlt években az alábbi módon változott:
| Lakosok száma | 11 609 | 11 471 | 10 349 |
|               | 2017   | 2018   | 2023   |